# Burgruine Adlerstein
Die Burgruine Adlerstein, auch Alte Bürg oder Altenstein genannt, ist der Rest einer Spornburg auf dem Alten Burgfelsen einem steil abfallenden 596,6 m ü. NHN hohen Felsvorsprung südöstlich des Gemeindeteils Aicha der Gemeinde Wellheim im Landkreis Eichstätt in Bayern.

## Geschichte
Der Name „Alte Bürg“ lässt vermuten, dass hier die Vorgängerburg der Burg Wellheim stand. Der Burgplatz mit dem umliegenden Wald war auch seit alters Zubehör der Herrschaft Wellheim; ein Grenzstein am Wald an der Straße von Aicha nach Biesenhard zeigt noch heute den ehemaligen Grenzverlauf zwischen dem Eichstättischen Wellheim und dem pfalz-neuburgischen Konstein.
Die weitere geschichtliche Überlieferung ist aber geprägt von Lesefehlern:
Als Besitzer der Burg, deren Gründungszeit nicht bekannt ist, werden manchmal die Grafen von (Grögling)-Hirschberg und nach Vererbung Sophie von Oettingen genannt. Für das Jahr 1398 wird ein Stephan Groß zur „Alten Burg“ zitiert. Der 1163 bezeugte Bergener Klostervogt Sicolinus, dessen als "in alta saxi arce" bezeichneter Sitz manchmal mit der "Alten Bürg" gleichgesetzt wurde, saß in Wirklichkeit auf der Burg Hohenstein bei Hersbruck, wo die Benediktinerinnenabtei Bergen reichen Grundbesitz hatte. Auch die Urkunde, in der der Eichstätter Bischof 1309 einen Teil der Hirschberger Erbschaft an den Grafen von Oettingen herausgab, erwähnt die "Alte Bürg" nicht; der in diesem Zusammenhang neben Wellheim ab und zu aufgeführte "Adlerstein" ist ein Lesefehler für Dollnstein. Schließlich stammt die Familie Groß, die zwischen 1461 und 1739 mehrmals das Pflegamt Konstein verwaltete, ebenfalls nicht von der "Alten Bürg", sondern von der Altenburg bei Oberbürg im Norden von Dietfurt a. d. Altmühl.
Von einem Ritter namens Groß und dem Alten Haus bei Aicha erzählt auch eine Sage mit Rumpelstilzchen-Motiv.
Funde von Tonscherben, die im Urdonautalmuseum Wellheim ausgestellt sind, weisen darauf hin, dass der Burgfelsen schon in der Bronzezeit bewohnt war.

## Beschreibung

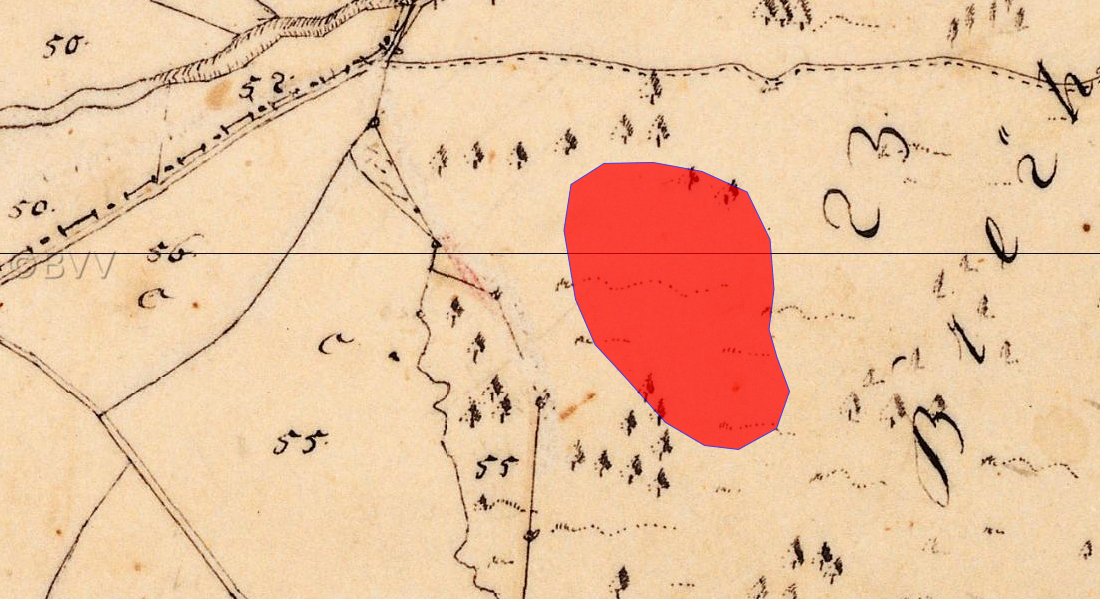
Lageplan von Burgruine Adlerstein auf dem Urkataster von Bayern

Von der ehemaligen Burganlage vor einer steilen Felsnase sind nur noch Fundamentreste eines Wohnturmes mit Fenster und Schießscharte erhalten, eine acht Meter tiefe Höhle am Fuße des Burgfelsens, sowie der Zugang zum Wohnturm und Grabenreste sichtbar.
Die Anlage wird als Bodendenkmal unter der Aktennummer D-1-7132-0114 im Bayernatlas als „Höhensiedlung der frühen bis mittleren Bronzezeit, mittelalterlicher Burgstall“ geführt. 